# تیفانی جونز
تیفانی جونز (انگلیسی: Tiffany Jones) یک فیلم به کارگردانی پیت واکر است که در سال ۱۹۷۳ منتشر شد.